# Ischnosiphon colombianus
Ischnosiphon colombianus är en strimbladsväxtart som beskrevs av Bengt Lennart Andersson. Ischnosiphon colombianus ingår i släktet Ischnosiphon och familjen strimbladsväxter.
Artens utbredningsområde är Colombia. Inga underarter finns listade.